# Roche Brasiliano
Roche Brasiliano, o la Roca Brasiliano (a veces llamado Rock, Roc, Roque y también Brazilliano; Groninga c. 1630 - desaparecido c. 1671), fue un pirata neerlandés que operó desde 1654 hasta su desaparición en 1671. Su nombre verdadero se ha perdido, siendo conocido como Roche Braziliano, que traducido sería «Roca el brasileño».

## Biografía
Roche Brasiliano fue uno de los piratas neerlandeses más temidos en el Caribe. Poco se sabe de los primeros años de la Roca, salvo que nació en Groninga, en los Países Bajos, y que a una edad temprana se mudó a un establecimiento neerlandés en Brasil. Los portugueses capturaron la colonia alguna vez entre 1650-55, momento en el que, ya siendo un joven, se trasladó a Jamaica, en donde se unió a los bucaneros locales como marinero común. Al ser un hombre valiente y un buen marino, Brasiliano se hizo popular entre sus compañeros piratas, entre los que se ganó el apodo de “roca brasileña”. En poco tiempo lo eligieron capitán de su propia embarcación, un barco robado a otros piratas.
Fue un bucanero singularmente cruel que operó desde Port Royal, en Jamaica. Era corsario en Bahía, Brasil, antes de irse a Port Royal en 1654. Lideró un motín y adoptó la vida de bucanero, apresando galeones españoles ricamente cargados de tesoros. Durante la primera parte de su carrera como pirata saqueó alrededor del Golfo de México, volviendo a Port Royal (Jamaica) para reparar los barcos y repostar alimentos y municiones.
Pero su carrera se vio truncada temporalmente; los españoles lograron capturarle y llevarle a Campeche, localidad en la que había causado estragos especialmente debido al saqueo de los barcos que la abastecían. El gobernador de la ciudad decretó su ejecución, pero el pirata se las apañó para falsificar una carta del Gobernador General de Nueva España, ordenándole que no le ejecutara. Entonces, el gobernador de Campeche le envió a España, bajo juramento de no volver a ejercer la piratería. Una vez en España, rompió su promesa y volvió al Caribe, comprando un nuevo barco a su colega pirata François l'Ollonais y se dedicó a atacar de nuevo los barcos españoles en venganza por su cautiverio. Estuvo navegando más tarde en compañía de Henry Morgan entre otros amigos piratas suyos. Prácticamente el rastro de sus operaciones se pierde en esta etapa de su vida. No se sabe qué fue de él, tal vez se retirara de su «oficio», olvidado por todos, o le capturaran y ejecutaran o hundieran su nave. Pero nadie informó jamás de haberle capturado o de haber hundido su barco.

## Atrocidades
Borracho y depravado, Braziliano amenazaba con disparar a cualquiera que no bebiese con él. Quemó vivos a dos granjeros españoles, empalándolos porque se negaron a entregarle sus cerdos. Trataba brutalmente a sus prisioneros españoles, siendo típico arrancarles sus miembros o abrasarles vivos al fuego.

## Cultura popular
- Anthony Quinn le da vida en la película de 1951 Against All Flags.
- Roche Braziliano es uno de los piratas representados en el juego Sid Meier's Pirates!.
- Posible inspiración para el personaje del manga One Piece, Rocks D. Xebec